# جوزيف نيدهام
جوزيف نيدهام (Joseph Needham) (6 ديسمبر 1900 - 24 مارس 1994)، هو عالم بريطاني ومؤرخ ومختص في علم الصينيات، عرف بأبحاثه وكتاباته حول تاريخ العلم في الصين.
يُعد نيدهام أحد أهم مفكري القرن العشرين وأشهرهم، وقد عُرف في البداية بدراساته في علم الأجنة قبل أن يتجه إلى دراسة الحضارة الصينية في مطلع الثلاثينيات من القرن العشرين، وكانت ثمرة ذلك 16 بحثا قيما نشر أولها عام 1945م.

## من مؤلفاته
- تاريخ العلم والحضارة في الصين.
- موجز تاريخ العلم والحضارة في الصين.

## الجوائز والأوسمة
قلدت الملكة إليزابيث الثانية جوزيف نيدام وسام رفقاء الشرف في عام 1992 وهو عضو في الجمعية الملكية منذ عام 1941 والأكاديمية البريطانية منذ عام 1971 وكان الشخص الوحيد الحي الذي يحمل هذه الألقاب الثلاثة.

## روابط خارجية
- جوزيف نيدام على موقع الموسوعة البريطانية (الإنجليزية)
- جوزيف نيدام على موقع إن إن دي بي (الإنجليزية)